# Vladas Stašinskas

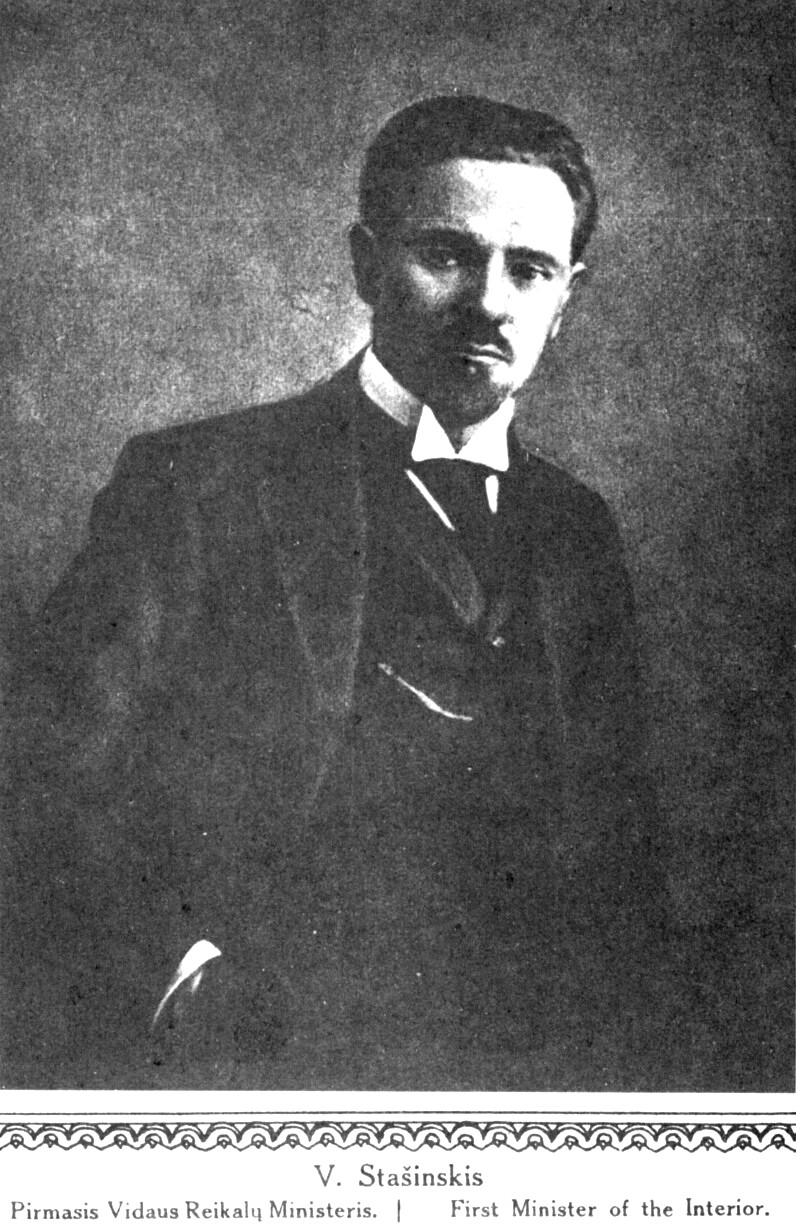
Vladas Stašinskas

Vladas Stašinskas (* 10. Oktober 1874 in Dameliai, Rayon Joniškis; † 11. März 1944 in Kėdainiai) war ein litauischer Jurist, Politiker und Rechtsanwalt.

## Biographie
1895 besuchte Vladas Stašinskas das Gymnasium Mintauja und studierte 1902 Jura an der Universität Moskau. Danach war er als Anwaltsgehilfe, später als Anwalt in Kaunas tätig (1902–1906). 1918 wurde er zum ersten litauischen Innenminister ernannt. Von Juni 1930 bis September 1938 leitete Vladas Stašinskas die nationale Notenbank (Lietuvos bankas), danach wurde er zum Justizminister ernannt (war vom 1. Oktober bis zum 5. Dezember 1938 tätig). Im Jahr 1931 fungierte er in einem Fall als Ad-hoc-Richter am Ständigen Internationalen Gerichtshof in Den Haag. Stašinskas leitete die Litauische Rechtsanwaltskammer als Vorsitzender von  Lietuvos advokatų taryba.
Ab dem 1. März 1939 war er Rentner (er bekam die Rente in der Höhe von 1000 litas).
Sein Sohn Vytautas Stašinskas (1906–1967) war ein Fußballtorhüter und Diplomat. 